# Vickie Guerrero
Vickie Lynn Guerrero (nascida Vickie Lara em 16 de abril de 1968), é uma ex-personalidade estadunidense. Mais conhecida por sua carreira como figura de autoridade, ex-manager e ex-lutadora ocasional de wrestling profissional durante sua passagem pela WWE. Ela é a viúva do lutador Eddie Guerrero.

## Carreira

### World Wrestling Entertainment / WWE (2005—2014)

#### Histórias com Eddie & Chavo Guerrero (2005—2006)
Em 2005, Vickie Guerrero apareceu com seu esposo Eddie Guerrero e Rey Mysterio, com Eddie prometendo revelar um segredo sobre o filho de Mysterio, Dominick. No SmackDown! de 14 de julho, Vickie e duas das três filhas de Eddie o impediram de revelar o segredo a Mysterio. Eddie prometeu não revelar o segredo caso fosse derrotado por Mysterio no The Great American Bash, no entanto, Eddie revelou que Dominick não era filho biológico de Rey. Vickie reapareceu no SummerSlam para tentar convencer Eddie a não participar da luta de escadas pela custódia de Dominick contra Mysterio naquela noite. Durante a luta, Vickie empurrou a escada em que Eddie estava, o impedindo de vencer. Em 13 de novembro de 2005, Eddie Guerrero morreu após um problema cardíaco em um hotel em Minneapolis, sendo encontrado por seu sobrinho Chavo.
Em 2006, aproximadamente oito meses após a morte de Eddie, Vickie se inseriu na rivalidade entre Mysterio e Chavo, com o último acusando Rey de viver do nome Guerrero. Ela tentou fazer com que os dois se reconciliassem, mas acabou interferindo na luta entre os dois no SummerSlam, custando a luta a Rey. Ele o traiu oficialmente ao aliar-se a Chavo e atacar Mysterio com uma cadeira de aço. No SmackDown! de 1 de setembro, ela se declarou administradora e agente de Chavo. No No Mercy, Chavo foi derrotado por Mysterio. Em 20 de outubro, Rey Mysterio foi derrotado por Chavo em uma luta "I Quit" após interferência de Vickie.
Em 27 de outubro de 2006, Chris Benoit se envolveu na história. No Survivor Series, Chavo fez com que Benoit trombasse com Vickie, que estava na beira do ringue. A queda fez com que ela passasse a usar uma pescoceira e acusasse Benoit de tê-la atacado propositalmente. No fim de dezembro, ela interferiu em uma luta pelo Campeonato dos Estados Unidos entre Benoit e Chavo. Chavo acabou perdendo a luta. Como resultado, Chavo rompeu sua relação com Vickie.

#### Gerente Geral do Raw (2009)
Em 23 de fevereiro de 2009, ela foi nomeada Gerente Geral interina do Raw durante a ausência de Stephanie McMahon. No Raw da semana seguinte, Guerrero anunciou que Edge enfrentaria The Big Show pelo Campeonato Mundial dos Pesos-Pesados WrestleMania XXV. No Raw de 9 de março, John Cena mostrou imagens de Vickie traindo Edge com Big Show após Guerrero o colocar na luta por chantagem. No WrestleMania XXV, Edge perdeu o título para Cena. No Raw de 6 de abril, Guerrero anunciou sua transferência para o programa como Gerente Geral permanente. Big Show e seu sobrinho Chavo também foram transferidos para o Raw durante o Draft de 2009.
Após ser insultada por seu peso por Santino Marella, Vickie, com a ajuda de William Regal, ganhou o título de "Miss WrestleMania" de Santina Marella, "irmã gêmea" de Santino em uma luta sem desqualificação sancionada por Chavo no Raw de 19 de maio. No Extreme Rules, Vickie perdeu o título de "Miss WrestleMania" para Santina em uma luta em um chiqueiro. Na noite seguinte, ela pediu demissão do cargo de Gerente Geral do Raw. Após o anúncio, Edge anunciou que queria se divorciar dela. Na realidade, Vickie pediu férias da WWE para passar mais tempo com a família.

#### Supervisora Administrativa do Raw (2012—2013)
Após provar que AJ Lee mantinha um relacionamento com John Cena, Guerrero foi nomeada Supervisora Administrativa do Raw em 29 de outubro. No Raw de 10 de dezembro, Guerrero derrotou Lee com a ajuda do árbitro Brad Maddox. No Tables, Ladders & Chairs, Guerrero tentou ajudar Dolph Ziggler em sua luta de escadas contra John Cena, até ser atacada por AJ, que traiu Cena e ajudou Ziggler a vencer o combate. No Raw da noite seguinte, Guerrero e Cena derrotaram Ziggler e AJ por desqualificação após interferência de Big E Langston. Após a luta, Vickie deixou de ser uma vilã e assumiu uma personalidade mais neutra. No Raw de 18 de fevereiro, Guerrero nomeou Maddox seu assistente, com ele nomeando a dupla "Team Brickie". Ela, então, participaria de uma disputa de poder entre Vince McMahon, Stephanie McMahon e Triple H, com os três a pressionando. No Raw de 8 de julho, Vickie passou por uma avaliação trabalhista, sendo demitida por Stephanie.

#### Gerente Geral do SmackDown (2013—2014)
No SmackDown de 19 de julho de 2013, Vince McMahon decidiu que Booker T e Theodore Long não mais comandariam o programa, contratando Guerrero como Gerente Geral.
Em 2014, Vickie deixou o mundo da luta livre, aventurando-se na profissão médica. Viúva do falecido Eddie Guerrero, Vickie se casou novamente em 2015 e agora vive em Houston.

## No wrestling
- Movimentos de finalização

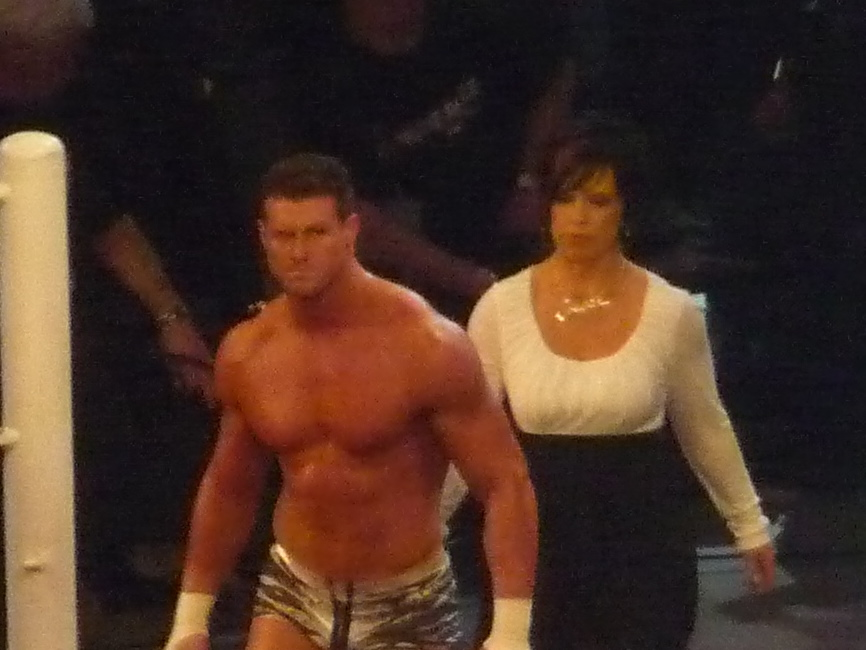
Guerrero (direita) com Dolph Ziggler em abril de 2011.

  - Cougar Splash / Hog Splash / Bullfrog Splash  (Frog splash)[2] - adotado de Eddie Guerrero

- Lutadores de quem foi manager
  - Eddie Guerrero
  - Chavo Guerrero
  - Edge
  - Big Show
  - Eric Escobar
  - LayCool (Layla e Michelle McCool)
  - Kaitlyn
  - Dolph Ziggler
  - Tyson Kidd
  - Jack Swagger

- Alcunhas
  - "The Cougar" ("A Pantera")

## Títulos e prêmios
- World Wrestling Entertainment / WWE
  - Slammy Award por Casal do Ano (2008) – com Edge
  - Miss WrestleMania (1 vez)

- Wrestling Observer Newsletter
  - Melhor Não-Lutadora (2009, 2010)[19]